# Maître-nageur sauveteur
Un maître-nageur sauveteur, aussi nommé nageur sauveteur ou sauveteur, est une personne formée au sauvetage aquatique, c'est-à-dire à la sécurité des baigneurs dans les espaces aquatiques tels que les piscines, les plages et les parcs aquatiques.
Les tâches d'un maître-nageur sauveteur comprennent la surveillance de l'eau pour détecter tout danger potentiel, la prévention des accidents, le sauvetage de personnes en difficulté et la réalisation de premiers secours en cas d'urgence. Ils travaillent souvent en équipe et peuvent être employés par des organisations telles que des municipalités, des parcs de loisirs et des clubs de natation.
La formation des nageurs sauveteurs varie selon les pays et les juridictions, mais comprend généralement des compétences en natation, en sauvetage et en secourisme.